# Província d'Isparta
Isparta és una de les províncies de Turquia al sud-oest d'el país. Limita amb les províncies d'Afyonkarahisar al nord-oest, Burdur al sud-oest, Antalya al sud, i Konya a l'est. La capital provincial és Isparta. La província és ben coneguda per les seves pomes, cireres àcides, raïms, roses i catifes. Les millors terres fèrtils es troben en el districte d'Uluborlu. La província se situa en el Göller Bölgesi (àrea dels llacs) de la Regió de la Mediterrània de Turquia i té molts llacs d'aigua dolça. Destaquen el Llac Kovada i Parcs Nacionals Kızıldağ, Isparta Gölcüğü, àrees d'esbarjo boscoses de Çamyol i Kuyucak, àrees de conservació de boscos de roures d'Eğirdir i Sütçüler, castells d'Eğirdir, Uluborlu i Yalvaç, antigues ciutats d'Antioquia de Pisídia i Apollonia, antigues escoles teològiques d'Ertokuş i Dündar Bey (madrassa), mesquites d'Isparta Hızır Bey, Kutlu Bey, Firdevs Bey, İplik, Eğirdir Hızır Bey, Barla Çaşnigir, Uluğbey Veli Baba, museus del Basar de Firdevs Bey, Eğirdir (caravanserrall), Ertokuş Hanı, Mausoleu del Soldà Baba, Isparta i Yalvaç.

## Districtes
La província d'Isparta es divideix en 13 districtes
- Aksu
- Atabey
- Eğirdir
- Gelendost
- Gönen
- Isparta (capital de la província)
- Keçiborlu
- Şarkikaraağaç
- Senirkent
- Sütçüler
- Uluborlu
- Yalvaç
- Yenişarbademli

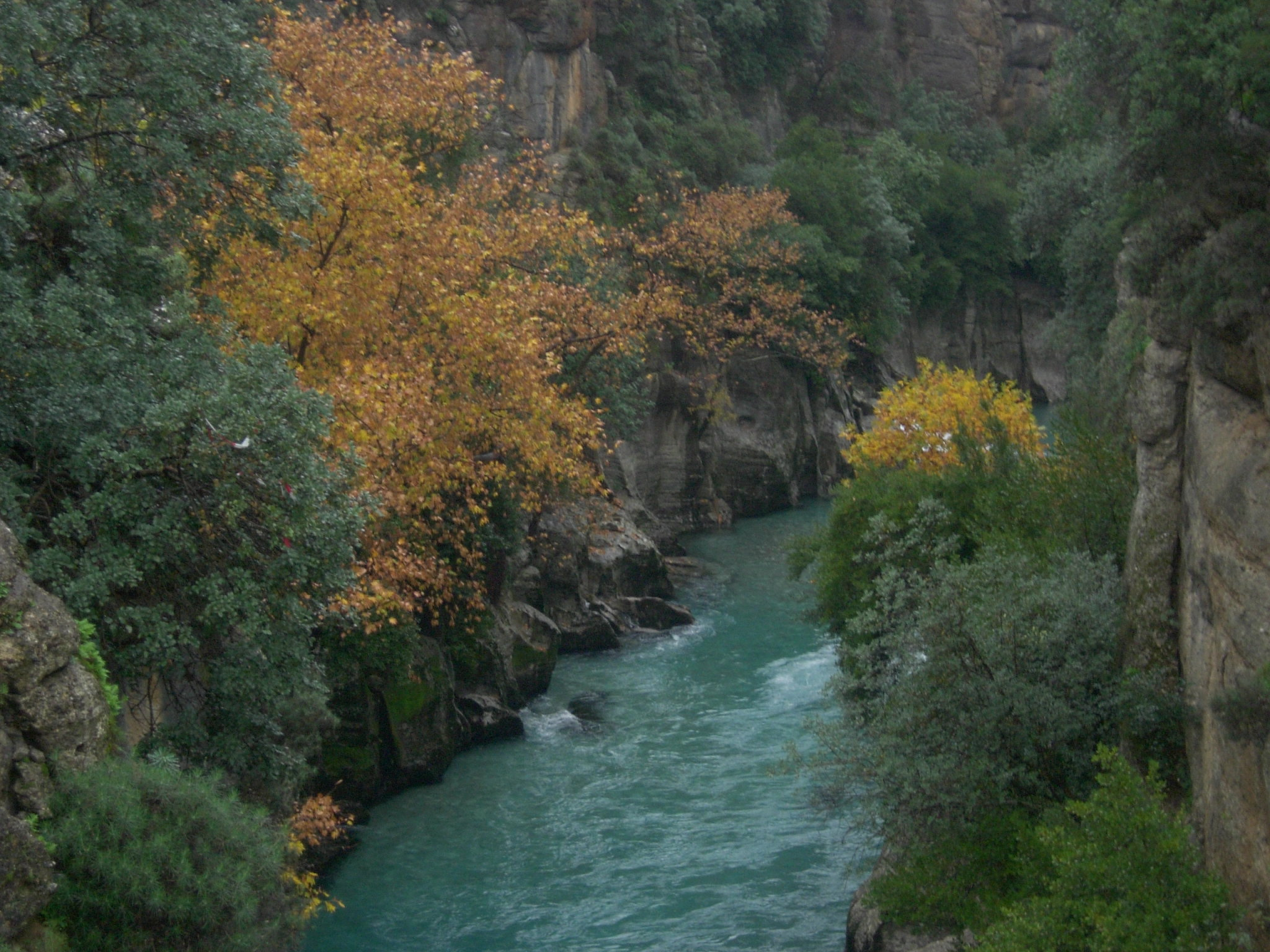
Canyó de Köprülü al districte de Sütçüler
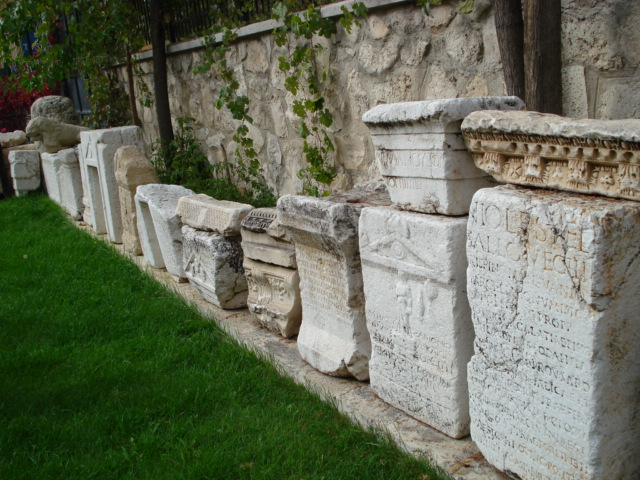
Inscripcions romanes a Yalvaç
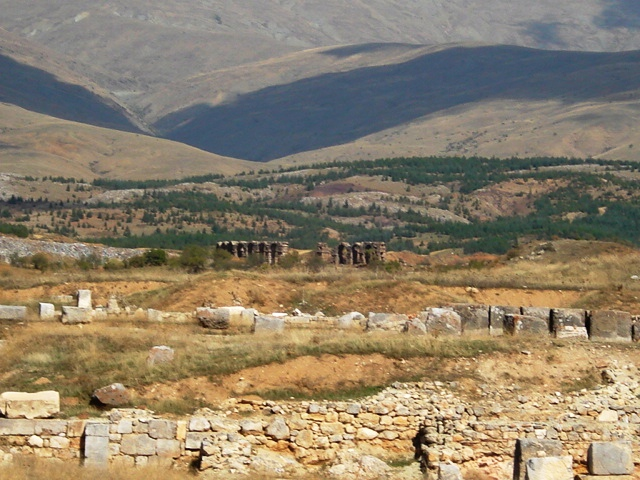
Antioquia de Pisídia al districte de Yalvaç
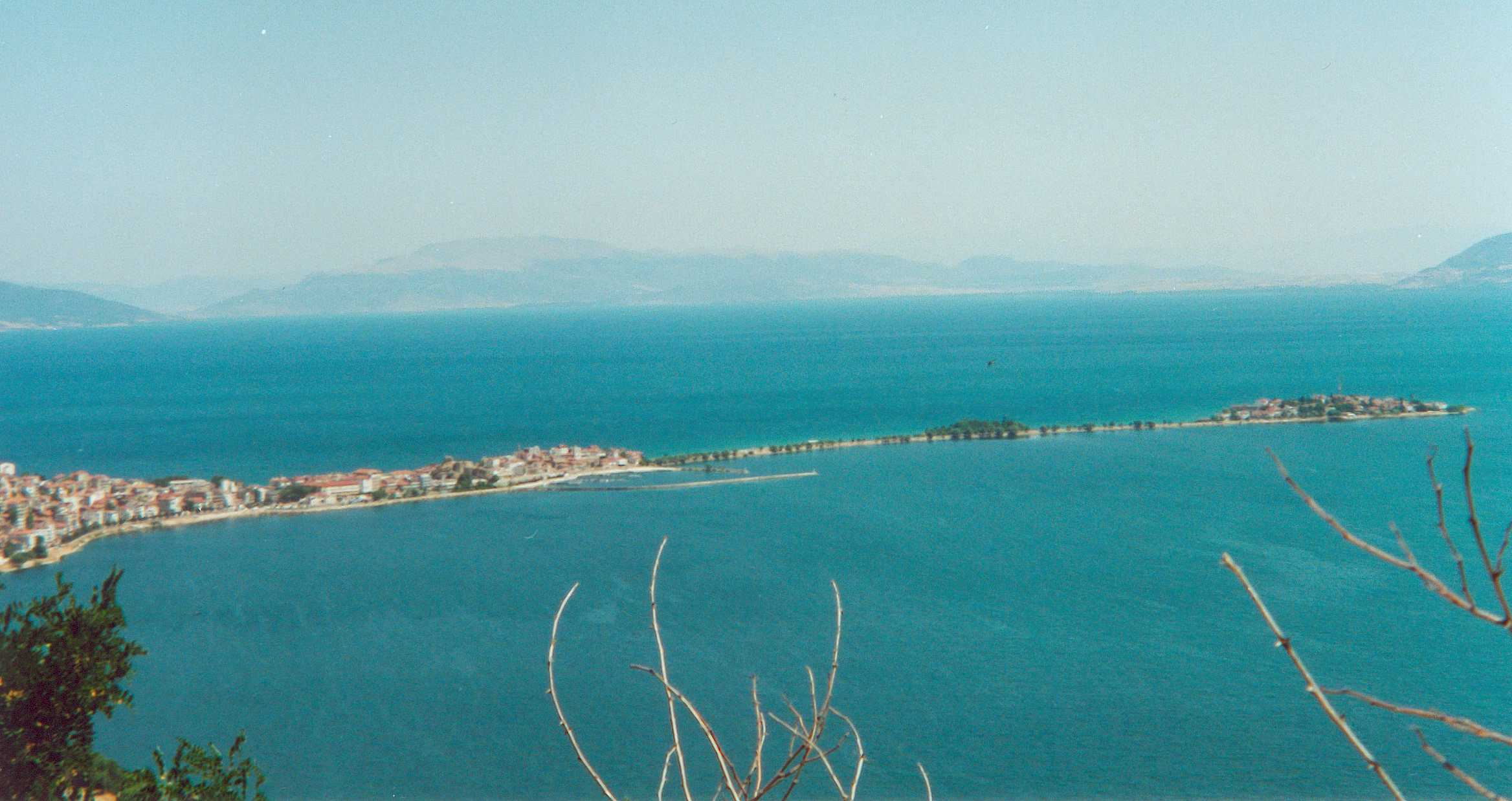
Llac Eğirdir al districte d'Eğirdir

## Gent notable
- Süleyman Demirel
- Hüseyin Avni Paixà